# Ley de Medidas de Autodefensa del Estado
La Ley de Medidas de Autodefensa del Estado (en alemán: Gesetz über Maßnahmen der Staatsnotwehr) del 3 de julio de 1934, fue dictada por Adolf Hitler para  justificar las acciones de los nacionalsocialistas bajo la dirección del Tercer Reich, que se cometieron contra los llamados golpistas de Röhm.

La ley consistía en una sola frase:
"Las medidas tomadas para aplastar los ataques de alto perfil y traición el 30 de junio, el 1 de julio y el 2 de julio de 1934, se consideran seguridad del estado."
Fue firmada tanto por Hitler como canciller del Reich, como por Wilhelm Frick (Ministro del Interior del Reich) y Franz Gürtner (Ministro de Justicia del Reich) y se considera un prototipo de injusticia nacionalsocialista, ya que el gobierno se levantó para juzgar por su propia causa. En su discurso ante el Reichstag el 13 de julio de 1934, Hitler se describió a sí mismo como "el gobernante de la corte suprema del pueblo alemán", y el Reichstag aprobó la declaración y le agradeció expresamente su rescate de la guerra civil y el caos. Carl Schmitt justificó en el periódico abogado alemán del 1 de agosto de 1934 las órdenes de asesinato como un expediente de jurisdicción real.
La ley fue derogada por la Ley n.º 11 del Consejo de Control Aliado para Alemania de 30 de enero de 1946.